# Biblo
Biblo (in fenicio 𐤂𐤁𐤋, Gbl (Gebal, Gubal); in ebraico גְּבַל‎?; in accadico 𒁺𒆷, Gubla, o 𒁺𒁄, Gubal; in egizio Kbn o Kpn; in greco antico: Bύβλος?, Búblos; in arabo جبيل‎?, Ǧubail), odierna Jbeil, è una città del governatorato di Kisrawān-Jubayl in Libano, circa 37 km a nord di Beirut. Città fenicia, le più antiche testimonianze archeologiche restituite dall'area fenicia provengono da questa città.
È stata dichiarata dall'UNESCO patrimonio dell'umanità.

## Geografia
Biblo occupa una superficie di 5 ettari e si trova su un promontorio sul mare delimitato a nord e a sud da due corsi d'acqua; a est è delimitata da banchi di roccia calcarea in leggero pendio verso il mare. Nel centro della città nasce una sorgente d'acqua.

## Storia
Le prime tracce d'insediamento risalgono al Neolitico (al 7000 a.C.±80) secondo le analisi al radiocarbonio. Attorno al 4500 a.C. la città era un villaggio di pescatori.

### Età del Bronzo
Verso l'inizio del III millennio a.C., nel Bronzo Antico, dopo essere diventato un centro di commercio per le sue relazioni con l'Egitto, la Mesopotamia e il mondo egeo, si ha l'urbanizzazione del sito, in concomitanza con altre città della Palestina e della Siria. Testi risalenti a quest'epoca, provenienti da Ebla, Egitto e Sumer, menzionano il sito.
Almeno dal 2700 a.C. la città intratteneva rapporti commerciali con l'Egitto. Nella città fu trovato un frammento di vaso di alabastro con il nome del faraone Khasekhemuy, ultimo faraone della II dinastia. A questo periodo risalgono il tempio di Baalat di Biblo e il tempio degli obelischi.
Nel 2300 a.C.-2200 a.C. la città fu distrutta insieme ad altre città della Fenicia e della Palestina dall'invasione amorrea. La città si riprese solamente attorno al Bronzo medio e tardo per intraprendere intensi scambi commerciali con l'Egitto, a cui forniva soprattutto legno di cedro del Libano, pini, cipressi e resina.
Nelle lettere di Amarna è menzionato il re di Biblo, trattato con il titolo di principe, Rib-Adda, che si lamenta delle pressioni del re di Amurru e che dice di aver perso Batruna, Anfe e Shekke.
Nel 1200 a.C. durante l'arrivo dei Popoli del mare la città era fuori dall'attuale centro e non è stato trovato resto di accampamenti filistei.

### Età del Ferro
Dall'XI secolo a.C. Biblo conserva la sua preminenza internazionale. Rappresenta la meta del viaggio di Wenamon, che va da Zakarbaal, re della città, nel Racconto di Wenamon.
In questo periodo Biblo paga un tributo a Tiglat-Pileser I, re d'Assiria. Contemporaneamente è attestata la scrittura fenicia. Nel 866 a.C. Biblo paga un tributo ad Assurnasirpal II, re d'Assiria, e nel 838 a.C. a Salmanassar III.
Nel 737 a.C. e nel 729-728 a.C., Shipitbaal II è menzionato tra i tributari di Tiglat-Pileser III, re d'Assiria; nel 701 a.C. Urimilk è menzionato tra quelli di Sennacherib. Nel 670 a.C. Milkiasap è menzionato tra i vassalli di Esarhaddon, poi tra quelli di Assurbanipal.
Il periodo tra il 650 e il 500 a.C. non è documentato né da documenti scritti né da ritrovamenti archeologici.
All'età persiana risalgono i resti di una fortezza.
Durante il periodo persiano la città ritorna all'antico splendore e con Yehaumilk vengono restaurati i templi della città.

### Signoria di Gibelletto
Con il nome di Gubayl (Gibello, o Gibelletto, nella traslitterazione in lingua italiana) fu a lungo una delle colonie genovesi al tempo della Repubblica di Genova. Fu per circa due secoli, dal 1104 al 1302 (salvo alcuni anni successivi alla riconquista di Saladino nel 1187) feudo della famiglia degli Embriaci di Genova. Fu abbandonata alla fine del XIII secolo, quando furono sconfitti da Boemondo VII di Tripoli, ed infine spinti via dall'avanzata dei musulmani.